# Kentucky (альбом)
Kentucky — пятый студийный альбом американской блэк-метал-группы Panopticon, выпущенный 4 июня 2012 на лейбле The Flenser. В альбоме сочетаются блюграсс и аппалачская музыка с блэк-металом. Лирика альбома на политическую и экологическую тематику.

## Отзывы критиков
| Оценки критиков | Оценки критиков |
| Источник        | Оценка          |
| --------------- | --------------- |
| AllMusic        | [ 3 ]           |
| Sputnikmusic    | [ 4 ]           |

Альбом получил неоднозначную реакцию со стороны музыкальных критиков. Фред Томас из AllMusic поставил альбому 5 звёзд из 5 и сказал: «Этот альбом настолько же уязвим, насколько и сложен, и является одним из самых умных и эмоционально сложных металлических альбомов своего времени». Рецензент Sputnikmusic Кайл Вард оценил альбом в 2.5 балла из 5 и заявил, что исполняемый материал «устал и слаб».

## Список композиций
| №                   | Название                           | Длительность |
| ------------------- | ---------------------------------- | ------------ |
| 1.                  | «Bernheim Forest in Spring»        | 2:53         |
| 2.                  | «Bodies Under the Falls»           | 10:27        |
| 3.                  | «Come All Ye Coal Miners»          | 4:13         |
| 4.                  | «Black Soot and Red Blood»         | 10:11        |
| 5.                  | «Which Side Are You On?»           | 2:59         |
| 6.                  | «Killing the Giants as They Sleep» | 12:24        |
| 7.                  | «Black Waters»                     | 4:56         |
| 8.                  | «Kentucky»                         | 3:21         |
| Общая длительность: | Общая длительность:                | 51:24        |

## Участники записи
- Остин «Lundr» Лунн — гитара, ударные, вокал, вистл, банджо, резонаторная гитара[англ.], мандолина, акустическая гитара, акустическая бас-гитара, бас-гитара
- Йохан Беккер — скрипка
- Колин Марстон (Krallice) — сведение, мастеринг